# Сентрал-Паколет (Південна Кароліна)
Сентрал-Паколет (англ. Central Pacolet) — місто (англ. town) в США, в окрузі Спартанберг штату Південна Кароліна. Населення — 209 осіб (2020).

## Географія
Сентрал-Паколет розташований за координатами 34°54′35″ пн. ш. 81°45′9″ зх. д. / 34.90972° пн. ш. 81.75250° зх. д. (34.909584, -81.752603).  За даними Бюро перепису населення США в 2010 році місто мало площу 0,65 км², уся площа — суходіл.

## Демографія
Згідно з переписом 2010 року, у місті мешкало 216 осіб у 94 домогосподарствах у складі 52 родин. Густота населення становила 334 особи/км².  Було 105 помешкань (162/км²).
Расовий склад населення:
| - 93,1 % — білих - 4,2 % — чорних або афроамериканців - 1,9 % — азіатів |

До двох чи більше рас належало 0,5 %. Частка іспаномовних становила 0,5 % від усіх жителів.
За віковим діапазоном населення розподілялося таким чином: 23,1 % — особи молодші 18 років, 59,3 % — особи у віці 18—64 років, 17,6 % — особи у віці 65 років та старші. Медіана віку мешканця становила 46,0 року. На 100 осіб жіночої статі у місті припадало 98,2 чоловіків;  на 100 жінок у віці від 18 років та старших — 90,8 чоловіків також старших 18 років.
Середній дохід на одне домашнє господарство  становив 28 761 долар США (медіана — 20 000), а середній дохід на одну сім'ю — 44 281 долар (медіана — 37 083). За межею бідності перебувало 32,3 % осіб, у тому числі 41,8 % дітей у віці до 18 років та 20,8 % осіб у віці 65 років та старших.
Цивільне працевлаштоване населення становило 42 особи. Основні галузі зайнятості: виробництво — 16,7 %, освіта, охорона здоров'я та соціальна допомога — 14,3 %, роздрібна торгівля — 9,5 %, інформація — 7,1 %.